# Verrückt
Verrückt était un toboggan aquatique détenant les records mondiaux de hauteur (51 mètres) et de vitesse (104 km/h) ; il est situé dans le parc Schlitterbahn Kansas City à Kansas City au Kansas, détenu par le groupe Schlitterbahn. L'ouverture, initialement prévue le 23 mai 2014, a été reportée au 10 juillet à la suite de réajustements. Elle ferme à l'issue de la saison 2016.

## Description
Verrückt est ouvert au public le 10 juillet 2014 (contre la date du 23 mai 2014 initialement prévue) dans le parc Schlitterbahn Kansas City, situé à Kansas City dans l'état du Kansas aux États-Unis. Ce toboggan aquatique est avec ses 51,38 mètres le plus haut du monde, et avec ses 105 km/h le plus rapide du monde. Accéder au sommet de la tour nécessite de gravir 264 marches. Un tapis roulant permet de déposer les bouées de trois places au sommet de la tour. Ce toboggan se distingue également par la plus haute bosse du monde, dont la hauteur équivaut à cinq étages.
L'attraction a été conçue par le copropriétaire de Schlitterbahn Jeff Henry. Layne Pitcher, directeur du marketing et des ventes déclare « Nous avons toujours été favorables à la famille, mais cela attirera les accros à l'adrénaline qui sont toujours à la recherche de ce prochain plus grand frisson ».
C'est au mois d'avril 2014 que Verrückt est certifié comme le toboggan aquatique le plus haut du monde par le Livre Guinness des records, avec une hauteur de 51,38 mètres. Le précédent record était détenu par Kilimanjaro de Águas Quentes Country Club à Rio de Janeiro au Brésil, ouvert en 2002 et culmine à 49,9 mètres.
Quelques jours avant l'ouverture, un consultant en sécurité définit la limite d'âge minimale à 16 ans, déclarant l'attraction bâclée et dangereuse. Toutefois, cette limite d'âge sera retirée par Jeff Henry lors de l'ouverture de l'attraction.
Le 7 août 2016, Caleb Schwab, âgé de 10 ans, descend le toboggan avec deux autres personnes, et heurte à grande vitesse le filet de sécurité censé empêcher les occupants d'être éjectés du toboggan, ce qui le tue sur le coup. Les autres occupants souffrent de multiples blessures.
La direction des parcs aquatiques Schlitterbahn annonce le 23 novembre 2016 la fermeture définitive et le démontage du toboggan lorsque l'enquête sera terminée et que le tribunal aura donné une licence.